# Baldur Preiml
Baldur Preiml (n. 8 iulie 1939, Greifenburg⁠(d), Carintia, Austria – d. 27 ianuarie 2025, Spittal an der Drau, Carintia, Austria) a fost un săritor cu schiurile ce a reprezentat Austria, medaliat olimpic. A participat la două ediție ale Jocurilor Olimpice (1964, 1968) în care a câștigat o medalie de bronz.

## Participări
Lista de mai jos prezintă principalele competiții la care a participat Baldur Preiml de-a lungul carierei.
- ski jumping at the 1968 Winter Olympics – normal hill individual[*]